# Logseq
Logseq — программное обеспечение с открытым исходным кодом для заметок, ведения конспектов, создания персональных баз знаний, которое позволяет заниматься менеджментом знаний.
Пользователи могут анализировать и изучать области знаний, хранить и искать информацию, создавать PDF-аннотации, управлять задачами, списками дел, вставлять HTML-страницы, организовывать ссылки между информационными элементами и так далее.
Как языки разметки поддерживаются Markdown и Emacs Org-mode.
Logseq привлек начальный капитал в размере 4,1 млн долларов во главе с генеральным директором Stripe Патриком Коллисоном, генеральным директором Shopify Тобиасом Лютке и бывшим генеральным директором GitHub Нэтом Фридманом.